# إكليروس أوكرانيا الغربية

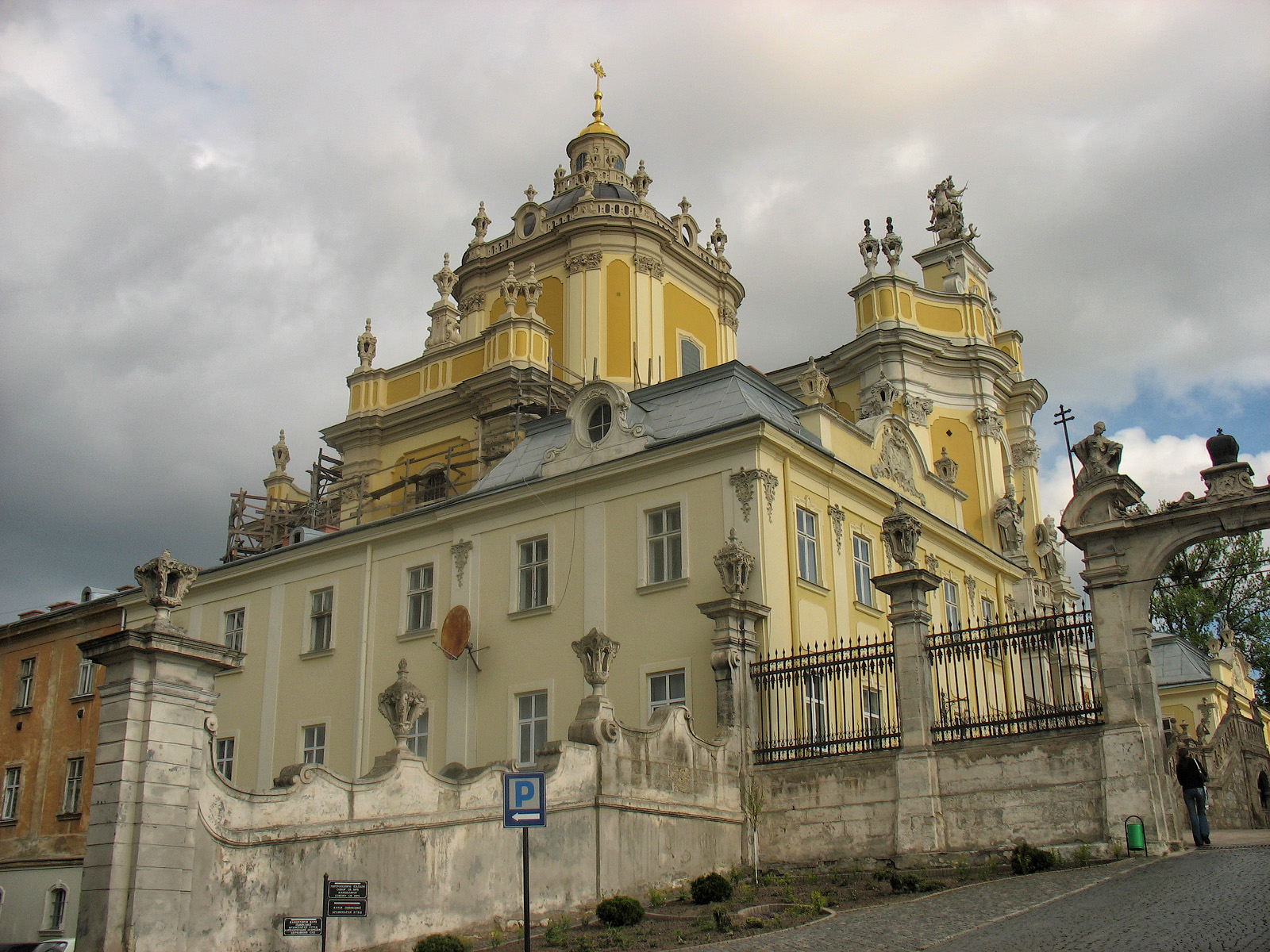
كاتدرائية القديس جورج في لفيف، وهي كنيسة أوكرانية يونانية كاثوليكية، تبيح هذه الكنيسة الكاثوليكية زواج الكهنة.

اكليروس أوكرانيا الغربية هم رجال دين من الكنيسة الأوكرانية الكاثوليكية والذين شكلوا طبقة كهنوتية وراثية متماسكة وأُعتبروا على رأس الطبقات الاجتماعية التي سادت المجتمع الأوكراني الغربي من القرن الثامن عشر حتى عشية منتصف القرن العشرين، في أعقاب الإصلاحات التي قام بها جوزيف الثاني، إمبراطور النمسا. تسمح الكنيسة الأوكرانية الكاثوليكية على غرار الكنائس الكاثوليكية الشرقية بزواج الكهنة، شرط أن يتم قبل نيل السر، قاد ذلك إلى إقامة «سلالات كهنوتية»، والذي ارتبط في كثير من الأحيان مع مناطق محددة ولأجيال عديدة. تراوحت أعدد الأسر الكهنوتية في القرن التاسع عشر بين 2,000 إلى 2,500 أسرة، حيث مالت الأسر الكهنوتية غالبًا الزواج من داخل جماعتهم، والتي شكلت مجموعة متماسكة ووراثية. كانت طبقة اكليروس أوكرانيا الغربية أشبة بطبقة النبلاء وكانت الطبقة تتمتع بمستوى ثقافيًا عاليًا وناشطة سياسيًا، وتمتعت باحتكار شبه كامل على التعليم والثروة داخل المجتمع الأوكراني الغربية، حيث كانت طبقة رجاء رجال الدين الأوكراني الغربي الطبقة الأرستقراطية الرئيسية في البلاد.
اعتمد اكليروس أوكرانيا الغربية على ملامح ثقافية وحضارية نمساوية، كما وادخلوا النهضة والثقافة والتعليم إلى الريف الأوكراني. ظهرت في معظم أنحاء أوكرانية حركات اجتماعية وسياسية تأثرت بشدة من قبل رجال الدين أنفسهم أو عن طريق أبنائهم. وكان هذا التأثير كبيرا لدرجة أن أتُهموا في الرغبة في إنشاء حكومة دينية في أوكرانيا الغربية من قبل منافسيهم البولنديين.
الدور المركزي الذي إضطلع به رجال الدين وأبناؤهم في المجتمع الأوكراني الغربي ضعف إلى حد ما في نهاية القرن التاسع عشر ولكنه استمر حتى سيطرة الاتحاد السوفياتي في القرن العشرين.

## التأثير على المجتمع والثقافة

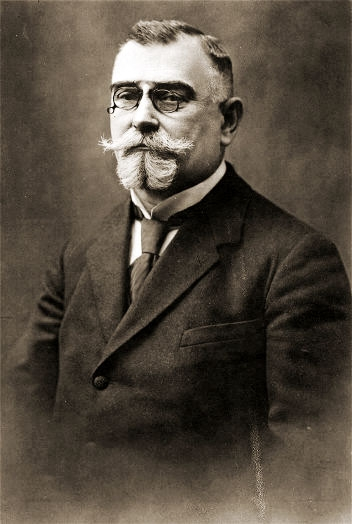
كوست ليفتسكي، ابن كاهن، وشخصية سياسية رئيسية في أوكرانيا الغربية في أواخر القرن التاسع عشر وأوائل العشرين.

وصف الباحث جان بول هكيما إكليروس أوكرانيا الغربية: 
 التأثير النمساوي على إكليروس أوكرانيا الغربية لم يتجلَ فقط في الولاء لأسرة هابسبورغ ولكن أيضًا في أعقاب الدور المسند إليهم من قبل الإمبراطور النمساوي ودورهم التنويري والتربوي في المجتمع الأوكراني.
شارك عدد كبير من الكهنة في نشر معرفة القراءة والكتابة في أوكرانيا الغربية. وقد نشرت قواعد اللغة الأوكرانية الغربية أولًا من قبل الكاهن غوته وشيلر الذي ترجم الإنجيل.
وكان ثلثا الأعضاء المشاركين من المؤتمر الذي دعا إليه العلماء في عام 1848 لتوحيد اللغة الأوكرانية وإدخال إصلاحات تعليمية من رجال الدين. كما فقد دعم الكهنة بنشاط أول صحيفة أوكرانية «الجاليكية ستار» (بالأوكرانية: Галицька Зоря)، وتعليم اللفلاحين الأميين عن طريق القراءة بصوت عال والترنيم. أنشئت بين الأعوام 1842 و1856 حوالي 1,000 مدرسة رعوية في أبرشية لفيف. وكانت أغلبية الكتب التي كتبت باللغة الأوكرانية في غاليسيا مكتوبة من قبل رجال الدين الكاثوليك.
في عام 1831 كان مطلوب من الطلاب الإكليريكيين أخذ دروس في الهندسة الزراعية لأنه كان من المتوقع إدخال أساليب الزراعة الحديثة إلى الفلاحين. استخدم العديد من الكهنة أراضيهم باسم «المزارع النموذجية» وذلك عن طريق زراعة أصناف جديدة من الحبوب أو غيرها من النباتات.
أسسس الكهنة أيضًا أندية القراءة وكانوا من الشخصيات الهامة في الحركة التعاونية الأوكرانية. وكمثال على تأثير الكهنة في جنوب غاليسيا دور السلالة الكهنوتية المحلية التي أنشئت اتحاد الائتمان للمجتمع، نادي القراءة المحلية، ومرافق رعاية الأطفال.
كان دور رجال الدين لها تأثير عميق على الحركة الوطنية الأوكرانية. وعلى النقيض من المثقفين البولنديين، التي تستمد إلى حد كبير من انخفاض النبلاء فالمثقفين والنخبة الفكريّة في أوكرانيا الغربية كانت مُشّكَلة إلى حد كبير من رجال الدين. اتصل اكليروس أوكرانيا الغربية واحتك بالحضارة الغربية إذ درس عدد كبير منهم في جامعات فيينا، وعقب رجوعهم لأوكرانيا أسسوا المدارس ونشروا المعرفة.
وقد لعبت أيضًا زوجات وبنات الكهنة أدورًا هامة في رفع المستوى التعليمي لدى المرأة في مجتمعات أوكرانيا الغربية. وفي السياسة كان لهن أيضًا أدوار هامة فمثلًا كانت معظم قادة الاتحاد النسائي الأوكراني (سويوز Ukrainok) من زوجات وبنات الكهنة.

## الحياة اليومية

### التعليم
قبل ضم غاليسيا من النمسا، تم تدريس الكهنة عادًة من قبل آبائهم، بعد الإصلاحات الاجتماعيّة والتعليميّة التي بدأت مع الحكم النمساوي في أواخر القرن الثامن عشر، حضر أطفال الكهنة (عادًة هم كهنة أيضًا في المستقبل) المدارس النمساوية. إذ فتحت المدارس خصيصًا للطلاب الكاثوليك الأوكرانيين في فيينا (1774) ولفيف (1783). وقد حصل جميع الطلاب على أربع سنوات من التعليم الجامعي في واحدة من هذه المدارس. وطلب منهم دراسة اللغات الثلاث الرئيسية في غاليسيا وهي الأوكرانية والبولندية والألمانية، وكذلك اللاتينية والسلافية الكنسية. وتوقع الكهنة على مواصلة تثقيف أنفسهم بعد سيامتهم.
المستوى التعليمي والجامعي العالي بين اكليروس اوركرانيا الغربية جعل منهم الطبقة المثقفة والتخبة الفكرية في أوكرانيا.

### الحياة العائلية
كان الغالبية العظمى من رجال الدين متزوجون ولديهم أسرة. في عام 1894 وجدت احصائية أن حوالي 3% فقط من الكهنة الأوكرانيين كانوا من غير المتزوجين. على الرغم من أن الإكليريكيين قضوا السنوات الدراسية في مدن مثل فيينا أو لفيف، فقد قضوا عطلاتهم الصيفيّة في القرى الأوكرانية. تزوج الكهنة قبل رسامتهم في معدل 26 سنة من العمر. كانت زوجاتهم عادًة بنات كهنة آخرين. بعد سيامته، يقضى الكهنة عادة 10-25 سنة يتم نقلهم إلى أبرشيات مختلفة قبل أن يستقروا في مكان واحد ويصبح راعي لها.
كانت لسلالات الكهنوتية الأوكرانية الكاثوليكية ثلاثة مصادر للدخل. راتب من الحكومة كافي لتغطية نفقات الأسرة وتعليم الأبناء. حصل الكهنة أيضًا على المال من مزارع كبيرة ومن الرسوم والأسرار لدفن الموتى، حفلات الزفاف، التعميد، وما إلى ذلك، وبالتالي تمتع الكهنة بمستوى معيشي واقتصادي عال ومرفه.
كان من المتوقع من الكهنة الأوكرانيين تعليم جميع أبنائهم، وكان من المتوقع أيضًا الاشتراك في مختلف الصحف، وتقديم مساهمات خيرية، واللباس وتناول الطعام بشكل أفضل مما فعل الفلاحين. مما يعكس دور رجال الدين في المجتمع كقادة والمنظمين، والحياة الأسرية تركيزهم ليس على الدين فقط ولكن على المسائل السياسية والاجتماعية أيضًا. وعلى الرغم من دور رجال الدين في إحياء اللغة الأوكرانية، أدت ارتفاع حالة رجال الدين التعليميّة والاجتماعية إلى استخدام اللغة البولندية. وكانت زوجات الكهنة أيضًا نشطة في المجتمع. عملت أعداد منهن في مهنة التمريض والطب. برز عدد كبير من أبناء وبنات الكهنة في مجالات عدة في المجتمع الأوكراني في الطب والعلوم والسياسة والموسيقى وشغل العديد منهم مناصب عالية في جامعة لفيف والتي أعتبرت المركز الثقافي والعلمي واللاهوتي للكنيسة الأوكرانية الكاثوليكية.